# Colleretto Castelnuovo
Colleretto Castelnuovo is een gemeente in de Italiaanse provincie Turijn (regio Piëmont) en telt 331 inwoners (31-12-2004). De oppervlakte bedraagt 6,3 km², de bevolkingsdichtheid is 53 inwoners per km².

## Demografie
Colleretto Castelnuovo telt ongeveer 181 huishoudens. Het aantal inwoners steeg in de periode 1991-2001 met 1,6% volgens cijfers uit de tienjaarlijkse volkstellingen van ISTAT.
| Jaar | Inwoneraantal |
| ---- | ------------- |
| 1991 | 311           |
| 2001 | 316           |

## Geografie
Colleretto Castelnuovo grenst aan de volgende gemeenten: Castellamonte, Cintano, Borgiallo en Castelnuovo Nigra.

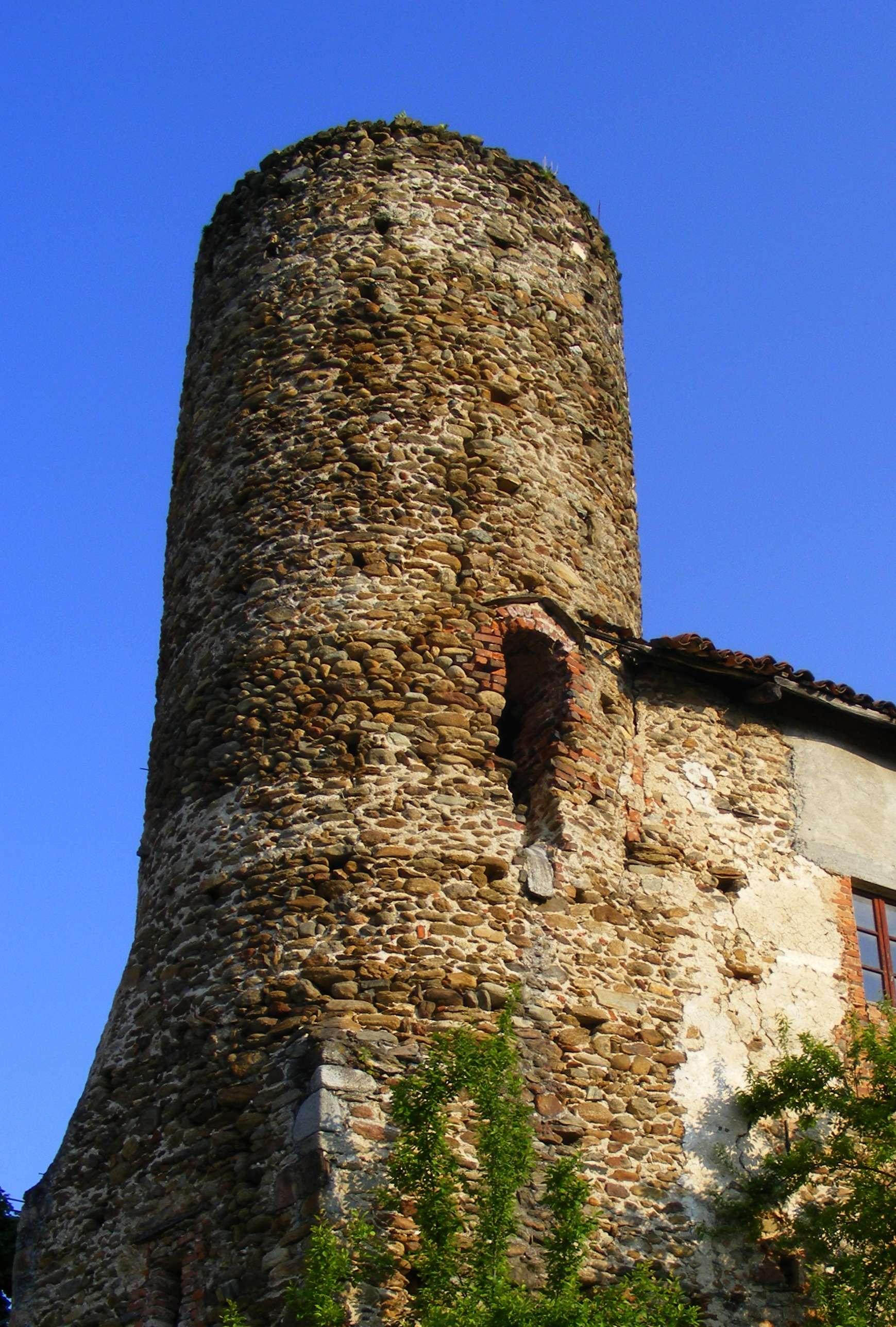
Kasteel

1. ↑  https://demo.istat.it/?l=it.